# FIFA 08
 (avril 2020).
Si vous disposez d'ouvrages ou d'articles de référence ou si vous connaissez des sites web de qualité traitant du thème abordé ici, merci de compléter l'article en donnant les références utiles à sa vérifiabilité et en les liant à la section « Notes et références ».
FIFA 08 est un jeu vidéo de football développé et édité par Electronic Arts en 2007. Le jeu est disponible sur PlayStation 2, PlayStation 3, Xbox 360, Wii, Windows, Nintendo DS et PlayStation Portable.
C'est le 14e épisode la série FIFA Football.
Cet épisode propose un mode en ligne permettant de créer des compétitions ou d'y participer, et également de participer à des modes en 5 contre 5. L'autre grande nouveauté est le mode "deviens pro" qui permet d'incarner et de contrôler un seul joueur sur le terrain.

## Système de jeu
FIFA 08 comprend 621 équipes licenciées, soit une centaine de plus que l'édition précédente, 30 championnats (27 dans FIFA 07) et plus de 1 300 joueurs. Cette année, on peut noter l'apparition des ligues irlandaise, australienne et tchèque.

## Bande-son
| - !!! - "All My Heroes Are Weirdos" - Apartment - "Fall Into Place" - Art Brut - "Direct Hit" - Aterciopelados - "Paces" - Babamars - "The Core" - Bodyrox et Luciana - "What Planet You On?" - Bonde do Rolê - "Solta o Frango" - CAMP - "From Extremely Far Away" - Carpark North - "Human" - CéU - "Malemolência" - Cheb i Sabbah - "Toura Toura (Nav Deep Remix)" - Cansei de Ser Sexy - "Off the Hook" - Datarock - "Fa-Fa-Fa" - Digitalism - "Pogo" - Disco ensemble - "We Might Fall Apart" - Dover - "Do Ya" - Heroes & Zeros - "Into the Light" - Ivy Queen - "Que Lloren" - Junkie XL - "Clash" - Jupiter One - "Unglued" - Kenna - "Out of Control (State of Emotion)" - k-os - "Born to Run" - La Rocca - "Sketches (20 Something Life)" - Lukas Kasha - "Love Abuse" - Madness, Sway et Baby Blue - "Sorry" | - Maxïmo Park - "The Unshockable" - Melody Club - "Fever Fever" - Instituto Mexicano del Sonido - El Microfono - Modeselektor et Sasha Perera - "Silikon" - Noisettes - "Don't Give Up" - Pacha Massive - "Don't Let Go" - Peter Bjorn and John - "Young Folks" - Planet Funk - "Static" - Robyn - "Bum Like You" - Rocky Dawuni - "Wake Up the Town" - Santogold - "You Will Find a Way" - Simian Mobile Disco - "I Believe" - Superbus - "Butterfly" - Switches - "Drama Queen" - The Automatic - "Monster" - The Cat Empire - "Sly" - The Hoosiers - "Goodbye Mr A" - The Hours - "Ali in the Jungle" - The Tellers - "More" - Tigarah - "Culture, Color, Money, Beauty" - Travis - "Closer" - Tumi and the Volume - "Afrique" - Vassy - "Wanna Fly" - Wir sind Helden - "Endlich ein Grund zur Panik" - Yonderboi - "Were You Thinking of Me?" |